# Nikola Prkačin
Nikola Prkačin (Dubrovnik, 15. studenoga 1975.) bivši je hrvatski profesionalni košarkaš. Igrao je na položaju centra.

## Karijera
Sezonu 2008./09. u dresu hrvatskog prvaka Cibone Zagreb završio je s prosjekom od 9,6 poena, 3,8 skokova i 1,9 asistencija za 20 minuta po utakmici. Iste godine u glasovanju čitatelja i suradnika portala Kosarka.hr, Prkačin je dobio nagradu za najboljeg košarkaša sezone. Nakon isteka ugovora s Cibonom napustio je klub. Iako je za nastavak karijere Prkačin imao i ponude iz inozemstva, odlučio je ostati kod kuće. Iz Cibone je otišao tek nekoliko kilometara dalje u KK Zagreb.

## Hrvatska košarkaška reprezentacija
Bio je kapetan Hrvatske košarkaške reprezentacije za koju je redovito nastupao od svog debija 1997. Kao član Hrvatske košarkaške reprezentacije, sudjelovao je na Europskom prvenstvu 1997., 1999., 2001., 2003., 2005., 2007. i 2009. Sa sedam nastupa na Europskim prvenstvima postao je tek drugim igračem u povijesti kojemu je to uspjelo. 

## Trofeji
- Kup Krešimira Ćosića: 1993./94., 1996./97., 1998./99., 2000./01., 2001./02., 2008./09.
- A1 Liga: 1998/99., 1999./00., 2000./01., 2001./02., 2008./09.
- Tursko prvenstvo: 2003./04.
- Turski nacionalni kup: 2005./06., 2006./07.
- A1 Liga - MVP: 2001./02.
- Grčki kup: 2007./08.
- Grčko prvenstvo: 2007./08.

## Vanjske poveznice
- Profil[neaktivna poveznica] na Panathinaikos